# Porina pichinchensis
Porina pichinchensis är en lavart som beskrevs av Lücking. Porina pichinchensis ingår i släktet Porina och familjen Porinaceae.   Inga underarter finns listade i Catalogue of Life.